# Cuarteto de cuerda n.º 8 (Mozart)
El Cuarteto de cuerda n.º 8 en fa mayor, K. 168, fue escrito por Wolfgang Amadeus Mozart en agosto de 1773, en Viena, durante sus primeros años de estancia en esta ciudad. Se trata del primero de una serie de seis cuartetos, conocidos como Cuartetos vieneses.

## Estructura
Consta de cuatro movimientos:
1. Allegro.
2. Andante.
3. Menuetto.
4. Allegro.

El movimiento lento en fa menor es un canon en compás ternario sobre el familiar tema ya empleado en la misma tonalidad en el último movimiento del Cuarteto de cuerda op. 20 n.º 5 de Joseph Haydn. El finale es una fuga, que se asemeja también a uno de los finales de los Op. 20, en esta ocasión al cuarteto en la mayor.